# Spenrath
Spenrath (während der Umsiedlung Neu-Spenrath) bildet zusammen mit Otzenrath den Ortsteil Otzenrath/Spenrath der Stadt Jüchen in Nordrhein-Westfalen. Das ursprüngliche Dorf Alt-Spenrath musste dem Tagebau Garzweiler von RWE Power weichen. Das letzte Gebäude wurde im Jahr 2013 abgerissen. Die meisten Bewohner wurden in den neuen Ortsteil Neu-Spenrath umgesiedelt.

## Geographie

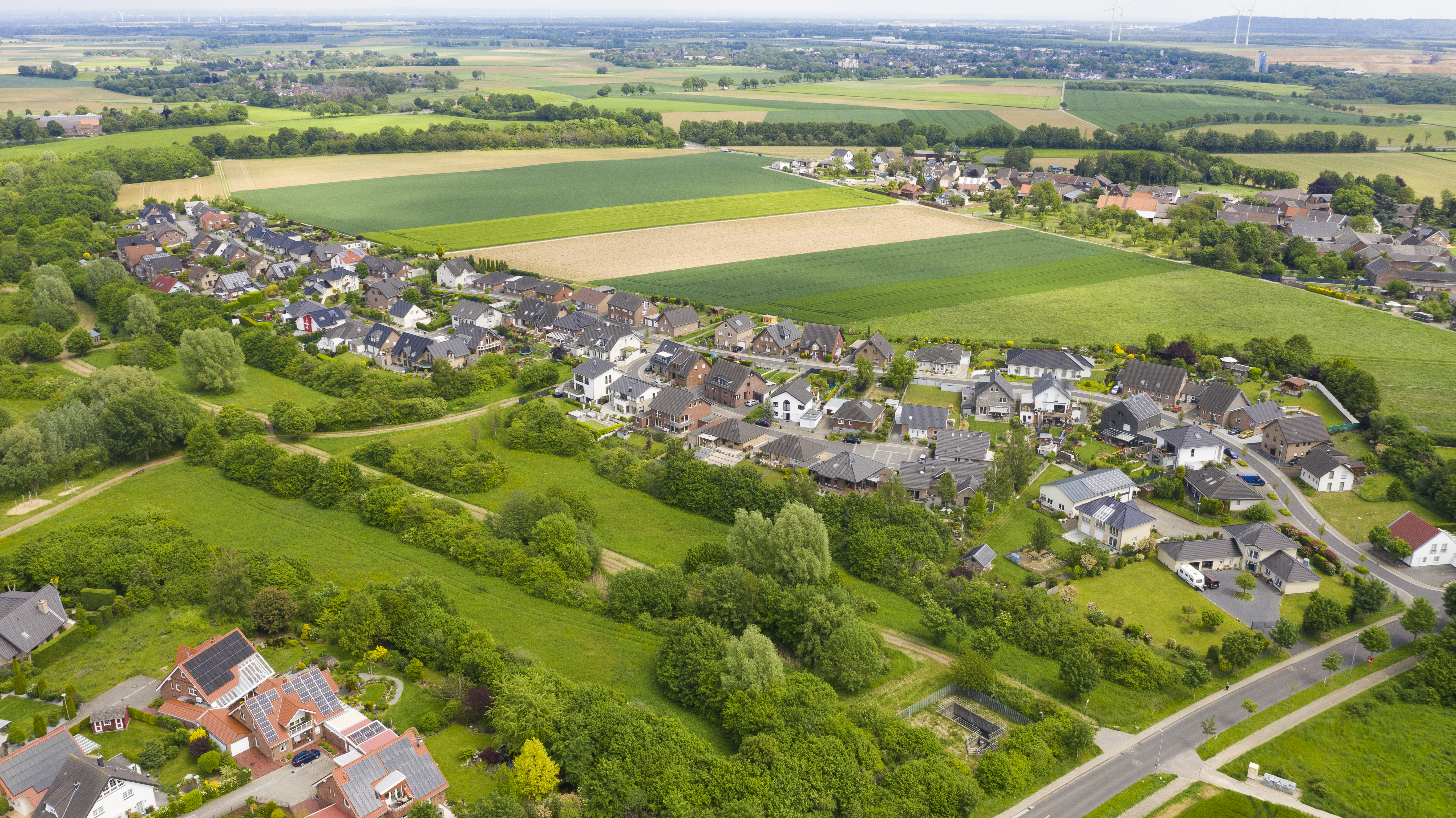
Neu-Spenrath

Neu-Spenrath grenzt im Norden an Otzenrath, im Osten an Schaan, im Süden an Hackhausen, sowie im Westen an Hochneukirch und Neu-Holz.

## Geschichte
Im August 1999 fand der erste Spatenstich auf dem Gelände des heutigen Neu-Spenrath statt, seitdem wuchs der Ort stetig.

## Bildung
Im benachbarten Otzenrath befindet sich die Janusz-Korczak-Grundschule. Eine Hauptschule gibt es in Hochneukirch. Realschule und Gymnasium befinden sich direkt in Jüchen.

## Verkehr

### Bahn
Der nächstgelegene Bahnhof ist Jüchen-Hochneukirch an der Bahnstrecke Köln–Mönchengladbach, dieser ist zu Fuß erreichbar.

### ÖPNV
Neu-Spenrath ist mit der Bushaltestelle „Jüchen, Baumstraße“ an das ÖPNV-Netz der Niederrheinischen Verkehr und Versorgung AG (NVV) angeschlossen. Mit den Bussen kann man die Bahnhöfe und Schulen in Jüchen und Hochneukirch erreichen.

### Autobahn
Die nächstgelegenen Autobahnanschlussstellen sind Mönchengladbach-Odenkirchen an der A 44 und Mönchengladbach-Güdderath an der A 61. Die B 59 verläuft nördlich des Ortes.